# KGUN-TV
KGUN-TV est une station de télévision américaine affilié au réseau ABC détenue par le groupe E. W. Scripps Company et située à Tucson dans l'Arizona.

## Télévision numérique terrestre
| Canal virtuel | Résolution | Ratio | Programme                           |
| ------------- | ---------- | ----- | ----------------------------------- |
| 9.1           | 720p       | 16:9  | Programmation principale KGUN / ABC |
| 9.2           | 480i       | 4:3   | Laff (en)                           |
| 9.3           | 480i       | 4:3   | Antenna TV                          |
| 9.4           | 480i       | 4:3   | Bounce TV                           |